# Ruta Estatal de California 191
La Ruta Estatal de California 191, y abreviada SR 191 (en inglés: California State Route 191) es una carretera estatal estadounidense ubicada en el estado de California. La carretera inicia en el Oeste desde la SR 70     cerca de Oroville en sentido Este hasta finalizar en Pearson Road en Paradise. La carretera tiene una longitud de 18,3 km (11.387 mi).

## Mantenimiento
Al igual que las autopistas interestatales, y las rutas federales y el resto de carreteras estatales, la Ruta Estatal de California 191 es administrada y mantenida por el Departamento de Transporte de California por sus siglas en inglés Caltrans.